# Rinkeby-Zweeds
Rinkeby-Zweeds (Zweeds: Rinkebysvenska of Shobresvenska) is een sociolect van het Zweeds, dat over het algemeen wordt gebruikt voor het Zweeds in de voorsteden van Stockholm, Göteborg en Malmö. Het sociolect wordt vooral gesproken door de tweede en derde generatie van immigranten uit het Midden-Oosten en Afrika. Het heeft veel woorden van buitenlandse herkomst (Turks, Arabisch, Engels enzovoorts).
De naam komt van Rinkeby, een buitenwijk van Stockholm.

## Voorbeeld
Een voorbeeldzin:
- Rinkeby-Zweeds: Yalla bre, aina kommer, çok loco!
- Zweeds: Skynda för fan, polisen kommer, [de är] helt galna!
- Nederlands: Verdomme, schiet op, de politie komt, [ze zijn] helemaal gek.

Enkele bekende woorden in Zweden uit het Rinkeby-Zweeds zijn: 
- Sho bre, vad händer? = Hoi, hoe gaat het?
- Jalla! = Schiet op! (afgeleid van het Arabische "jallah")
- Aina = Politie